# Olympische Winterspiele 1992/Teilnehmer (Niederländische Antillen)
| Gelbes Symbol für Goldmedaillen mit stilisierten Olympischen Ringen | Graues Symbol für Silbermedaillen mit stilisierten Olympischen Ringen | Braundes Symbol für Bronzemedaillen mit stilisierten Olympischen Ringen |
| ------------------------------------------------------------------- | --------------------------------------------------------------------- | ----------------------------------------------------------------------- |
| —                                                                   | —                                                                     | —                                                                       |

Die Niederländischen Antillen nahmen an den Olympischen Winterspielen 1992 im französischen Albertville mit zwei Athleten in einer Sportart teil.
Es war die zweite und letzte Teilnahme der Niederländischen Antillen an Olympischen Winterspielen.

## Bob
Herren
- Bart Carpentier Alting / Dudley den Dulk
Zweierbob: 37. Platz